# 釧路厚生社
株式会社釧路厚生社（くしろこうせいしゃ）は、北海道釧路市に本社を置き、廃棄物（産業廃棄物・一般廃棄物）処理、上下水道施設維持管理などを営む企業である。アイスホッケー部を有している。

## 概要
- 沿革
  - 1972年（昭和42年）3月　有限会社設立
  - 1979年（昭和54年）9月　株式会社となる
- 本社所在地　釧路市新野41-1
  - 事業所　4箇所（釧路市､釧路町､厚岸町､白糠町）

## 釧路厚生社アイスホッケークラブ
釧路厚生社が運営する社会人クラブアイスホッケーチーム。アジアリーグ以外の門戸が少ないアイスホッケー界にあって、プロを目指す若手アイスホッケー選手達の貴重な受け皿となっている。過去の道内国内大会では優れた上位成績を残している。過去の全日本選手権では準々決勝で、コクドに1-3で惜敗するもトップチーム相手に互角の戦いを見せた。

### 主な成績
- Jアイス・ノース・ディビジョン
  - 2005-06 - 優勝
  - 2007-08 - 優勝
  - 2011-12 - 優勝
  - 2012-13 - 優勝
- Jアイス・プレーオフ
  - 2012-13 - 優勝
- 日本アイスホッケー連盟会長杯
  - 2015 - 優勝
  - 2016 - 優勝